# Harald-Genzmer-Kompositionswettbewerb
Der Harald-Genzmer-Kompositionswettbewerb wird seit 2010 von der Harald-Genzmer-Stiftung in Verbindung mit der Hochschule für Musik und Theater München und dem Deutschen Musikrat: Jugend musiziert ausgetragen. Der Wettbewerb wird alle zwei Jahre für wechselnde kammermusikalische Besetzungen ausgeschrieben und richtet sich an Komponisten ohne Altersbegrenzung, gleich welcher Nationalität.
Der Komponist Harald Genzmer (1909–2007) gehörte von 1957 bis 1974 der Hochschule für Musik in München an. Als Lehrer und Mentor war er für mehrere Komponistengenerationen Vorbild und Leitfigur. Erbe seines künstlerischen Nachlasses ist die von ihm gegründete Stiftung, die seinen Namen trägt.
Der Wettbewerb soll der Auseinandersetzung mit dem musikalischen Schaffen von Harald Genzmer dienen. Im Geiste Harald Genzmers‘ sollten die neu entstehenden Werke „vital, kunstvoll und verständlich sein – als praktikabel mögen sie den Interpreten für sich gewinnen, als erfassbar sodann den Hörer“ (Harald Genzmer, 1978). Die preisgekrönten Werke sollen sich zudem als Repertoirestücke für den vom Deutschen Musikrat ausgeschriebenen Wettbewerb Jugend musiziert eignen. (Schwierigkeitsgrad III, mittelschwer).
Der Wettbewerb 2022 ist für die Besetzung Violoncello und Klavier ausgeschrieben.

## Preisträger
- 2010 (Komposition für Klarinette und Klavier): Anne-Marie Turcotte (Italien, 1. Preis), Hans-Günther Allers (Deutschland, 2. Preis), Nickos Harizanos (Griechenland, 3. Preis)[1]
- 2012 (Komposition für Violoncello und Klavier): Hans-Henning Ginzel (Deutschland, 1. Preis), Maxim Seloujanov (Deutschland, 3. Preis); ein Zweiter Preis wurde nicht vergeben.[2]
- 2014 (Komposition für Klaviertrio): Martin Sadowski (Deutschland/Polen, 1. Preis), Anna Korsun (Ukraine, 2. Preis), Grigoriy Korchmar (Russland, 3. Preis)[3]
- 2016 (Komposition für Flöte und Klavier): Peilei Shang (China, 1. Preis), Oliver Kolb (Deutschland, 2. Preis), Theodoros Gkougkousoudis (Griechenland, 3. Preis)[4]
- 2018 (Komposition für Klavier solo): Daniel Hey (Deutschland, 2. Preis), Oliver Kolb (Deutschland, 2. Preis), Françoise Choveaux (Frankreich, 3. Preis)[5]
- 2020 (Komposition für Violine und Klavier): Daniela Achermann (Schweiz, 1. Preis), Otto Wanke (Österreich, 2. Preis), Vivian Nägeli (Schweiz, 3. Preis)[6]

## Rezeption (Auswahl)
- Harald-Genzmer-Kompositionswettbewerb beendet. klassik.com, 7. Mai 2012
- Preisträger des Harald-Genzmer-Kompositionswettbewerbs 2010 stehen fest. klassik-heute.com, 9. Juni 2010
- Harald-Genzmer-Kompositionswettbewerb 2012 entschieden. Deutsches Musikinformationszentrum, 4. Mai 2012
- Martin Sadowski erhält den Preis des Harald-Genzmer-Kompositionswettbewerbs 2014  klassik-heute.com, 30. Mai 2014